# Крячок кергеленський
Крячок кергеленський (Sterna virgata) — вид сивкоподібних птахів підродини крячкових (Sterninae) родини мартинових (Laridae).

## Поширення
Птах гніздиться на островах на півдні Індійського океану: острови Принс-Едуард (належать Південно-Африканській Республіці), острови Крозе та острови Кергелен (Французькі Південні і Антарктичні Території).

## Чисельність
Загальна популяція виду оцінюється в 3500-6500 птахів, що приблизно еквівалентно 2300-4300 статевозрілих особин. На острові Маріон зафіксовано гніздування 10-40 пар протягом 1996—1999 рр., 12-56 пар протягом 1998—2009 рр. без будь-якої очевидної тенденції. На острові Принс-Едуард у 1999 році зареєстровано 20 пар, хоча в 2008 році вдалося знайти лише одне гніздо, а в 2011 році гніздування не спостерігалося. На островах Крозе гніздилося 150—200 пар протягом 1980—1982 років, а на островах Кергелен — 1000—2000 пар протягом 1982—1985 років.

## Підвиди
Вирізняють два підвиди:
- S. v. mercuri (Voisin, 1971) — острови Крозе та Принца Едуарда;
- S. v. virgata (Cabanis, 1875) — Кергелен.